# زبابة أزومية
زبابة أزومية (الاسم العلمي: Sorex hosonoi) (بالإنجليزية: Azumi Shrew)‏ هي نوع من الثدييات يتبع جنس الزبابة من الفصيلة الزبابات.